# Power BI
Power BI — це комплексне програмне забезпечення бізнес-аналітики (BI) від Microsoft . Програма націлена на інтерактивну візуалізацію та можливості бізнес-аналітики з достатньо простим інтерфейсом для створення власних звітів та інформаційних панелей.

## Загальне
В Power BI умовно виділяють два основні компоненти: Power BI Desktop — програмний комплекс, призначений для платформи Windows; Power BI Services — хмарний сервіс, доступний виключно через web. Power BI надає хмарні послуги BI (бізнес-аналітики), відомі як «Power BI Services», разом із інтерфейсом «Power BI Desktop». Він пропонує сховище даних, підготовку даних, виявлення даних і інтерактивні інформаційні панелі.
У березні 2016 року Microsoft випустила додаткову послугу під назвою Power BI Embedded на своїй хмарній платформі Azure . Одним з основних відмінностей продукту є можливість завантаження власних візуалізацій.
Завдяки функціоналу, який включає велику кількість шлюзів (зв'язків), Power BI дозволяє зібрати воєдино інформацію з різних джерел, консолідувати її і проаналізувати. Такими джерелами можуть бути як власні розробки Microsoft (напр. Excel), так і внутрішні бази даних підприємств, установ, організацій.

## Історія
Програму задумали Тьєррі Д'Херс та Амір Нец з команди служб звітування SQL Server у Microsoft.Спочатку сервіс був розроблений Роном Джорджем влітку 2010 року і названий Project Crescent.Project Crescent був доступний для загального завантаження 11 липня 2011 року в комплекті з кодовою назвою SQL Server Denali. Пізніше перейменований у Power BI, а потім був представлений Microsoft у вересні 2013 року як Power BI для Office 365

### Визнання
Компанія Gartner визнала корпорацію Microsoft лідером чотирнадцятий рік поспіль в номінації «Платформи аналізу і бізнес-аналітики» в рейтингу Gartner Magic Quadrant за 2021 р

## Можливості
Power BI — це аналітичне середовище (комплекс програм і онлайн сервісів), яке дає можливість:
- легкого підключення до будь-якої інформації з різних джерел,
- об'єднання і приведення цієї інформації в єдину стандартизовану модель даних,
- обчислення необхідних параметрів і KPI на основі цих об'єднаних даних,
- побудови візуальних графіків, звітів і дашборда (dashboard)[6].

## Основні продукти
- Power BI Desktop  - локальна, розрахована на одного користувача версія, ключовий продукт лінійки для платформи Windows . Під поняттям " Power BI " часто мають на увазі саме Desktop;
- Power BI Services  - SaaS додаток, є тільки через web;
- Power BI Embedded  - спеціальна редакція сервісів Power BI в Azure (PaaS), орієнтована на розробників ПЗ, які бажають використовувати BI в власних програмних продуктах;
- Power BI Mobile  - мобільні версії додатка, що випускаються для різних платформ (Android , iOS) (web / on-premise);
- Power BI Report Server  - локальний (on-premise) сервер звітів, інтегрований з web-порталом;
- Шлюзи PBI  - забезпечують доступ web-додатків, наприклад, Power BI Services до локальних даних без необхідності ручного поновлення

## Приклад використання
Transport for London використовує Power BI, щоб показати, коли його станції найбільш завантажені
Nestlé впровадила Microsoft Power BI в 2017 році, щоб допомогти тим, хто приймає бізнес-рішення, отримати доступ до необхідних даних, коли вони їм потрібні, не чекаючи звітів від централізованих команд
Humana консолідувала свої 47 різних джерел даних в єдине рішення, в якому основним інструментом є Microsoft Power BI .